# Six Jours de Whyalla
Les Six Jours de Whyalla sont une course cycliste de six jours disputée à Whyalla, en Australie. Trois éditions ont lieu de 1966 à 1968.

## Palmarès
| Année | Vainqueur                    | Deuxième                  | Troisième                      |
| ----- | ---------------------------- | ------------------------- | ------------------------------ |
| 1966  | Sydney Patterson Robert Ryan | Joe Ciavola Barry Waddell | Giuseppe Beghetto Ian Stringer |
| 1967  | Joe Ciavola Barry Waddell    | Bob Panter Charly Walsh   | Bruce Clarke Brian Reeves      |
| 1968  | Keith Oliver Charly Walsh    | Vic Browne Hilton Clarke  | Joe Ciavola Ian Stringer       |